# Makoto Yukimura
Makoto Yukimura (幸村 誠 Yukimura Makoto?,  Yokohama, Prefectura de Kanagawa, 8 de mayo de 1976) es un mangaka japonés. Yukimura comenzó siendo asistente de Shin Morimura, y en 1999 debutó con su serie de manga Planetes, que más adelante recibiría una adaptación a anime. En 2004, publicó Sayonara ga Chikai node, un one-shot sobre los últimos días de Okita Sōji, capitán del primer escuadrón del Shinsengumi. En 2005, comenzó la publicación de Vinland Saga en la  revista Shūkan Shōnen Magazine, pero más tarde fue trasladada a Afternoon. Por Vinland Saga, Yukimura recibió el gran premio en el Festival de arte de Japón de 2009 en la categoría de manga.
En 2012, Vinland Saga recibió el Premio de Manga Kōdansha en la categoría de manga "general". En 2019, Vinland Saga también recibió una adaptación a serie de anime de Wit Studio.

## Obras
- Planetes (1999-2004)[7][8]
- Sayonara ga Chikai node (2004)
- Vinland Saga (2006-presente)[9][10]